# ソフトバンク社員による機密情報のロシアへの提供事件
ソフトバンク社員による機密情報のロシアへの提供事件（ソフトバンクしゃいんによるきみつじょうほうのロシアへのていきょうじけん）は、2020年に発覚したロシア連邦在日通商代表部代表代理が日本の電気通信事業会社ソフトバンクの社員から第5世代移動通信システム（5G）関連の機密資料を入手していた事件。次世代の移動通信規格である5Gの主導権をめぐって各国がしのぎを削っている時期に、千葉県浦安市に住む大手携帯会社のキャリア社員（当時、48歳）が外国に情報を不正に流したこの犯罪について、世論は深刻な問題としてこれを受け止めた。

## 概要
2020年1月25日、ソフトバンクの元社員が不正に取得した機密情報を駐日ロシア連邦通商代表部の職員らに渡し、現金を受領したとして警視庁公安部に不正競争防止法違反の疑いで逮捕された。逮捕容疑は2019年2月18日、勤務していたソフトバンクのサーバーにアクセスし、営業秘密である機密情報など計2点を複製し不正に取得した疑い。ソフトバンクは「多大なるご心配とご迷惑をおかけしたことを深くおわびする」とのコメントを発表した。ソフトバンクの広報担当によれば、逮捕された元社員は事件当時は設備構築業務の省力化を推進する部門の統括部長を務めており、持ち出された疑いがあるのは工事の手順書で捜査当局から連絡を受けた後、2019年12月中旬に懲戒解雇したとしている。懲戒となった元ソフトバンク社員は「唆されて営業秘密を渡した。小遣いが欲しかった」と供述した。
7月9日、東京地方裁判所は元社員に対し不正競争防止法違反の罪で懲役2年執行猶予4年、罰金80万円の有罪判決を言い渡した。
駐日ロシア連邦通商代表部の職員についても不正競争防止法違反の教唆容疑で書類送検されたが、国外に出国しており再入国の見込みがないことから不起訴処分となった。

## 5G技術不正持ち出し容疑
2021年1月12日、警視庁は元ソフトバンク社員（2019年12月31日、ソフトバンクを退職。翌日の2020年1月1日に楽天モバイルへ転職）が同社から第5世代移動通信システム（5G）に関する技術情報を不正に持ち出したとして、不正競争防止法違反の疑いでこの元社員を逮捕した。ソフトバンクは2020年2月に事態を把握し、警視庁に相談・被害申告。元社員が利用する楽天モバイルの業務用パソコン内に同社営業秘密が保管されており、楽天モバイルが当社営業秘密をすでに何らかの形で利用している可能性が高いと認識。今後、楽天モバイルにおいて当社営業秘密が楽天モバイルの事業に利用されることがないよう、同社営業秘密の利用停止と廃棄等を目的とした民事訴訟を提起する予定であること、引き続き捜査当局に全面的に協力し、当該元社員への損害賠償請求を含めた措置も視野に入れて、今後の対応を検討していくことを発表した。また、楽天モバイル側も状況報告がなされたが、楽天モバイル広報部によると「逮捕された人物が弊社に在籍していることは間違いないが、詳細についてはお答えできない。警察の捜査に全面的に協力していく」と取材に答えている。　
5月6日、ソフトバンクは元社員と転職先の楽天モバイルに対し、10億円の損害賠償と基地局の使用差し止めや廃棄などを求める訴えを東京地方裁判所に起こした。「持ち出された情報が、楽天モバイルが業務上利用するサーバーに保存され、ほかの社員が見られる状態にあったことを確認している」と主張していて、今後の審理の状況に応じて請求額が増えることがあるとしている。